# سامسونگ گلکسی گرند

سامسونگ گلکسی گرند (به انگلیسی:Samaung Galaxy Grand)، یک گوشی هوشمند تولید شده توسط شرکت سامسونگ است که در دسامبر ۲۰۱۲ معرفی شد و در ژانویه ۲۰۱۳ در بازار عرضه گشت.